# Девичий пастух
«Девичий пастух» — узбекский драматический фильм 2005 года режиссёра Юсупа Разыкова по сценарию писателя Эркина Агзамова.

## Сюжет
Старший брат Джамшида, уезжает на заработки заграницу. По местным обычаям молодая невестка не может оставаться без мужской опеки, и его младший брат 13-летний Джамшид вынужден всюду сопровождать её, для чего ему приходится отказываться от подростковых забав и от первой юношеской влюбленности. Все это раздражает Джамшида и настраивает против невесты брата. Однако скоро его отношение к ней меняется. Когда мать заболевает и её кладут в больницу в городе, Матура, а с ней и неотступно Джамшуд, должны регулярно навещать её. Однако организовать поездку из далёкого кишлака не так-то просто. Мальчик и его невестка зависят от людей, которые предлагают их подвезти, а автобус, ходит раз в день. Как-то на обратном пути после визита к матери невестка Джамшеда выходит из автобуса на полпути, потому что нахальный водитель автобуса пристально смотрит на неё — что-то, что неуместно в традиционном Узбекистане. Джамшуд отправляется на поиск Мастуры, и даже не из-за боязни ответственности перед старшим братом и роднёй — ведь его дядя вернувшийся с заработков из большого города уже совсем по-другому смотрит на старые обычаи.

## В ролях
- Элнур Абраев — Джамшид
- Лола Элтаева — Мастура
- Фархад Абдуллаев
- Алишер Отобаев
- Зебо Наврузова
- и другие

## Фестивали и призы
- 2005 — XXVII Московский международный кинофестиваль (Москва, Россия) — диплом конфедерации киноклубов России «За талантливое освоение национальной темы, тонкую режиссуру, природное обаяние, выраженных через современный материал»
- 2005 — Открытый российский фестиваль кино «Киношок» (Анапа, Россия) — Приз за лучший сценарий
- 2006 — XIX Кинопремия «Ника» (Москва, Россия) — номинация в категории Лучший фильм стран СНГ и Балтии
- 2006 — Международный фестиваль азиатского кино (Везуль, Франция) — Гран-при международного жюри за «Лирическое изображение сегодняшней узбекской действительности через призму общечеловеческих ценностей».